# HD 17438
HD 17438，又名CD-23 1061，SAO 168051、HR 827，是一颗恒星，视星等为6.47，位于銀經209.3，銀緯-63.39，其B1900.0坐标为赤經2h 42m 40.8s，赤緯-22° -63.39′ 12″。